# Amyris balsamifera
Amyris balsamifera är en vinruteväxtart som beskrevs av Carl von Linné. Amyris balsamifera ingår i släktet Amyris och familjen vinruteväxter. Inga underarter finns listade i Catalogue of Life.